# Moby Dick (téléfilm)
Pour les articles homonymes, voir Moby Dick (homonymie).
Pour plus de détails, voir Fiche technique et Distribution.
Moby Dick est un téléfilm d'aventure dramatique austro-allemand réalisé par Mike Barker, diffusé en 2011. Il s’agit de l’adaptation du célèbre roman Moby Dick de Herman Melville paru en 1851.
Le casting inclut William Hurt dans le rôle du Capitaine Achab, qui ajoute une touche humaine à ce personnage souvent perçu comme une figure monstrueuse. À ses côtés, Ethan Hawke prête ses traits au premier lieutenant Starbuck, tiraillé entre son devoir et sa conscience. Charlie Cox campe le jeune et naïf Ismaël, le narrateur de cette épopée maritime, tandis que Gillian Anderson incarne Elizabeth, un personnage ajouté pour cette adaptation. On retrouve également Eddie Marsan dans le rôle de Stubb et Raoul Trujillo qui incarne Queequeg.
Moby Dick existe en deux versions, dont un téléfilm de 120 minutes ou une mini-série en deux épisodes de 90 minutes. 

## Synopsis
Ismaël, un jeune marin sans expérience, s'engage à bord d'un baleinier comme matelot. Il se lie d’amitié avec Queequeg, un harponneur tatoué venu des îles du Pacifique Sud. Mais ce voyage va rapidement tourner au désastre: le capitaine du bateau, Achab, est hanté par son désir de vengeance contre Moby Dick, un gigantesque cachalot blanc qui lui a arraché une jambe. Au fil des jours, les membres de l’équipage assistent, impuissants, à la descente du capitaine dans une folie dévorante, prêt à tout pour affronter son ennemi juré...

## Fiche technique
Sauf indication contraire, les informations mentionnées dans cette section peuvent être confirmées par la base de données cinématographiques IMDb,  présente dans la section « Liens externes ».
- Titre original : Moby Dick
- Réalisation : Mike Barker
- Scénario : Nigel Williams, d'après le roman homonyme de Herman Melville
- Musique : Richard G. Mitchell
- Direction artistique : Terry Quennell
- Décors : Rob Gray
- Costumes : Martha Curry
- Photographie : Richard Greatrex
- Montage : Dean Soltys
- Production : Herbert G. Kloiber et Rikolt von Gagern

Coproduction : David MacLeod
Production déléguée : Robert A. Halmi
- Société de production : Tele München Gruppe ; Gate Filmproduktion (production associée)
- Société de distribution : [n/c]
- Budget : 25 millions de dollars[1]
- Pays d’origine :  Allemagne /  Autriche
- Langue originale : anglais
- Format : couleur
- Genre : drame
- Durée : 120 minutes (ou 2 × 90 minutes)
- Dates de diffusion :
  - Australie : 8 mai 2011 sur[Laquelle ?]
  - France : 18 décembre 2011 sur France 3

## Distribution
Source et légende : version française (VF) sur RS Doublage et sur Doublagissimo

## Production
Il s’agit de la version « réimaginée » du roman homonyme de Herman Melville. L'épouse du Capitaine Achab y joue un rôle majeur. Elizabeth (Gillian Anderson) représente les femmes de marins restées à terre, rongées par l’attente et le désespoir. Montrer la femme du redoutable capitaine ajoute une touche humaine à ce personnage sombre et obsédé par la vengeance.
Le tournage a lieu à Lunenburg et Shelburne en Nouvelle-Écosse, ainsi qu’à Malte en fin 2009,.
C'est la seconde adaptation du roman pour la télévision après une mini-série en 3 épisodes produite par Francis Ford Coppola en 1998. 